# Neolasioptera lupini
Neolasioptera lupini är en tvåvingeart som först beskrevs av Ephraim Porter Felt 1908.  Neolasioptera lupini ingår i släktet Neolasioptera och familjen gallmyggor.
Artens utbredningsområde är Kalifornien. Inga underarter finns listade i Catalogue of Life.